# Siddhartha
Siddharta je alegorická novela od Hermanna Hesseho, která pojednává o duchovní cestě muže jménem Siddharta v době Buddhově.
Kniha byla napsána v němčině, jednoduchým, silným a lyrickým stylem. Poprvé byla publikována roku 1922 poté, co Hesse strávil nějaký čas v Indii. V USA poprvé vyšla v roce 1951 a během 60. let se stala známou.
Siddharta znamená „ten, kdo dosáhl svého cíle“, „ten, kdo je vítěz“. Buddhovo jméno před jeho vypovězením bylo princ Siddharta. Nicméně Siddharta v této knize není osoba totožná s Buddhou; ten je v knize symbolizován Gautamou.
Siddhartův příběh se odehrává ve starověké Indii v době Buddhových časů. Novela začíná, když Siddharta, brahmanův syn, opouští svůj domov a se svým společníkem Govindou se připojuje k asketům. Ti dva se vydávají na cestu hledat osvíceni. Při své snaze dosáhnout tohoto osvícení prochází Siddharta řadou změn a poznání.

## Obsah
Když se Siddharta, nadaný a oblíbený syn bráhmana, unaví formálními a striktními cestami hinduistických kázání a obětí, opouští domov se svým zbožňujícím přítelem Govindou. (Govinda je také jedno ze jmen Krišny. Doslova to znamená „ochránce krav“.) Připojí se ke skupině šramanů, putujících mnichů, kteří žijí v lesích a snaží se vybojovat své vlastní já půstem a asketickým životem. Po třech letech, kdy žijí tímto způsobem, uslyší chlapci o Buddhovi a opouští šramany, aby naslouchali jeho učení. Govinda se k buddhistickým mnichům připojí, Siddharta je ale přesvědčený, že jenom osobní zkušenost a ne vnější učení vede k pravým znalostem a ke spáse. Rozhodne se „najít sám sebe“ a znovu se vydává do světa.
Na svém putování dosáhne domu bohaté kurtizány Kamaly, která si mladého muže oblíbí. Vypráví mu o svém povolání, chce ho naučit umění milovat. Musí si však nejprve najít práci a vrátit se s dary. Siddharta se stane pomocníkem obchodníka Kamaswami, a stane se celkem úspěšným. Nejprve zůstane netečný a spíše pobavený tím, jak „dětinští dospělí“ berou vážně každodenní věci, ale pozvolna se ponoří do života hazardu a chamtivosti. Posléze, nešťastný a unavený hraním života jako prázdné hry, opouští domov.
Po období depresí opět nachází radost z nově nalezené svobody, šťastný, že měl předchozí zkušenosti. U řeky potká podruhé v životě spokojeného převozníka Vasudeva a rozhodne se zůstat s ním. (Vasudeva je také jméno důležité postavy hinduismu). Tito dva sdílí hlubokou lásku k řece a pracují spolu jako převozníci. Mezitím Kamala porodí bez Siddhartova vědomí jeho dítě. Když se ona a její syn vydávají na pouť, aby viděli Buddhu, Kamalu u řeky uštkne had. Předtím než umře, pozná Siddhartu a řekne mu o synovi. Siddharta se stará o svého nepokojného syna a snaží se mu vštěpovat porozumění prostému životu a jeho sílu. Nakonec selže a syn se vydává do města žít vlastní život.
Poté, co ho syn opustí, Siddharta rozpozná, že podstata veškeré moudrosti je v jednotě všech. Společně s Vasudevou, naslouchá zvukům řeky, které přichází, aby vylíčily jednotu všech lidí, rostlin a zvířat. Všechny ty zvuky smíšené dohromady se spojují v jeden - „om“. Po tomto objevu se starý převozník vydává do lesů. Siddhartův přítel z dětství, Govinda, přijde k řece, stále jako buddhistický mnich a stále hledá. Když se ptá na učení, které přineslo Siddhartovi mír, odpoví, že tolik hledání vede k poznání, že čas a iluze a všechno je jeden. Všechno je hodno lásky, kromě slov: pravá moudrost nemůže být vyjádřena slovy nebo myšlenkami. Na Siddhartovu pobídku ho políbí Govinda na čelo, už neuvidí více svého přítele Siddhartu, ale spíš moře lidí, zvířat, rostlin a ostatních věcí na světě. Přitom Govinda objeví jednotu vesmíru, právě jako Gautama a Siddharta před ním, odchazí Siddharta a Govinda v míru se světem.

## Postavy
- Siddharta je hlavní postavou novely. Novela je napsána v er-formě, ale následuje Siddhartu a jeho pokroky celou novelou. Siddhartuv cíl je dosáhnout osvícení.
- Govinda je Siddhartův nejlepší přítel a společník. Ví, že Siddharta v sobě nosí ohromný potenciál a bude ho následovat všude. Dokud nezjisti, že musí dosáhnout osvícení vlastní cestou, následuje Vyvoleného Buddhu. Potom se navrací k Siddhartovi.
- Gautama (nebo Vyvolený) je Buddha. Gautama dosáhl osvícení a Siddhartha se na něj dívá jako na příklad, jak dosáhnout osvícení, ale nakonec zjistí, že následování Vyvoleného mu nikdy neumožní dosáhnout nirvany.
- Kamala je krásná kurtizána, díky níž se Siddharta pokouší naučit se radostem života. Přijde k ní špinavý a chudý a ona mu pomáhá stát se bohatým mužem, dobře oblečeným a užívajícím si pozemských radostí. Po zjištění, že se stal obyčejným mužem, jako ostatní ve městě, opouští Kamalu a hledá spásu. Opustí ji těhotnou.
- Kamaswami je obchodník, u kterého se Siddharta učí. Když Siddharta připustí své pozemské touhy, Kamala mu nabídne, že si může vydělat peníze a stát se bohatým. V učení u Kamaswamiho vydělá peníze hodně rychle a stane se velmi bohatým. Siddharta spílá Kamaswamimu za absenci citu, hru v kostky a život jen pro majetek a bohatství.
- Vasudeva je přírodní muž. Siddharta ho poprvé potká, když potřebuje překročit řeku, ale nemá žádné peníze, aby mohl zaplatit za dopravu. Vasudeva ho přepraví zadarmo, řka, že se všechno vždycky vrátí. Naučil se to od řeky. Poté, co Siddharta opustí město, znovu potkává Vasudevu a stane se převozníkem.
- Siddhartův syn - také zvaný Siddharta - je syn Siddharty a Kamaly. Siddharta neví o synovi, dokud nepotká Kamalu na její pouti za umírajícím Buddhou. Poté, co Kamala zemře, malý Siddharta odmítne poslouchat otce a uteče zpátky do města.

## Hlavní témata
Hlavním tématem knihy je osvícení. Od začátku své cesty hledá Siddharta spásu. Připojí se k asketům, navštíví Gautamu, chopí se světských tužeb, a nakonec splyne s přírodou, to všechno proto, aby dosáhl nirvány. Román také ukazuje, jak cesta k osvícení nemůže vést přes jinou osobu, protože je pro každého jiné a nikdy se nedá dosáhnout jen posloucháním vyprávění osvícených. Proto má učení a slova mluvit o pravdě, ale ne o Pravdě samotné. Představy, které tě lákají, ale osvícení znamená zproštění se od představ. Govinda se učí, ale nechce dosáhnout spásy se Siddhartou, a ani by ji nedosáhl, a Siddharta ví, že ji nenajde následováním Vyvoleného.

## Hrdinova cesta
Odchod
Volání dobrodružství – asketové
Odmítnutí volání - otec odmítne Siddhartovu žádost, aby odešel
Překročení prvního prahu - Siddharta odchází z Brahmina města.
Břicho velryby - Siddharta vyhladoví a dá pryč své zahájení (zasvěcení)
Cesta zkoušek - Siddharta se postí a vyhazuje
Setkani s bohyní - Kamala
Pokušení - Siddharta poslechne Kamalu a dá se na život v blahobytu a světských radostech
Vykoupení - Siddharta se setká s převozníkem a zůstane u něj
Zbožštění - Siddharta zjišťuje, že není čas, přítomnost, budoucnost, minulost - všechno existuje zároveň
Poslední spása - po zbožštění, Siddharta dosáhl osvícení
Návrat
není přítomnost

## Narážky a odkazy na současnou vědu, historii, geografii
Tato novela je založena na buddhistickém hledání osvícení. Děj probíhá v Indii a odráží hledání spasení, jak po tom touží hodně lidí v této oblasti. Myšlenky novely přišly z východní, především indické kultury, a nemusí korespondovat se západními ideály. Novela je alegorií Čtyř vznešených pravd buddhismu a Osmi cest buddhismu. Každá kapitola reprezentuje jednu ze čtyř Pravd a jednu z osmi Cest.